# Шлях до Софії
«Шлях до Софії» (болг. «Пътят към София») — болгарсько-радянський 5-серійний мінісеріал режисера Миколи Мащенка що транслювався в 1978—1979 роках. Серіал знято за мотивами однойменного роману Стефана Дічева.
Фільм особливо присвячений сторіччю визволення Болгарії та відтворює звільнення Софії.